# بيرناردو كويستا
بيرناردو كويستا (بالإسبانية: Bernardo Cuesta)‏ (20 ديسمبر 1988 في الأرجنتين - ) هو لاعب كرة قدم أرجنتيني في مركز الهجوم. لعب مع أتلتيكو جونيور ونادي ميلغار أريكيبا.

## وصلات خارجية
- بيرناردو كويستا على موقع قاعدة بيانات كرة القدم.إي يو (الإنجليزية)
- بيرناردو كويستا على موقع Soccerway.com (الإنجليزية)
- بيرناردو كويستا على موقع عالم كرة القدم.نت (الإنجليزية)
- بيرناردو كويستا على موقع AS.com (الإسبانية)